# Religião tradicional chinesa
Religião tradicional chinesa ou religião popular chinesa (chinês tradicional: 中國民間宗教 ou 中國民間信仰, chinês simplificado: 中国民间宗教 ou 中国民间信仰, pinyin: Zhōngguó mínjiān zōngjiào ou Zhōngguó mínjiān xìnyăng) e também shenismo (神教; pinyin: Shénjiào), são termos utilizados para descrever o conjunto de tradições étnicas e religiosas que têm sido o principal sistema de crenças da China e dos grupos étnicos chineses han por boa parte da história desta civilização até os dias de hoje. O shenismo abrange a mitologia chinesa, e inclui o culto dos shens (神, shén; "divindades", "espíritos", "consciências", "arquétipos"), que podem ser divindades naturais, Taizu ou divindades clânicas, divindades urbanas, divindades nacionais, heróis nacionais e semideuses, dragões e ancestrais. O termo "shenismo" foi utilizado pela primeira vez por A. J. A Elliot, em 1955.
A designação "religiões tradicionais chinesas" é muito vulgar e usada para designar um vasto conjunto sincretizado de crenças, práticas e valores de diferentes religiões orientais com expressão na China. Este conjunto, chamado também de crenças populares chinesas ou crenças tradicionais chinesas, foi adaptado e desenvolvido pelos chineses ao longo de séculos e revela o carácter altamente sincrético e prático mas espiritual dos chineses, que conseguiram criar uma unidade compatível com tanta diversidade entre religiões diferentes.
Neste conjunto chinês, pode-se encontrar vários elementos e valores do budismo, do confucionismo, do taoismo, da mitologia chinesa e de outros costumes, crenças, superstições e práticas tradicionais chinesas, sendo o culto aos antepassados considerado fundamental pelos chineses. Estas religiões e crenças populares são tão importantes na vida cotidiana de muitos chineses que são até considerados por eles como uma parte integrante da tradição e da cultura chinesa. A religião tradicional chinesa costuma ser confundida com o taoismo, já que durante séculos o taoismo institucional vem tentando assimilar ou administrar as religiões locais. Mais especificamente, o taoismo pode ser definido como um ramo do shenismo, já que suas origens estão na religião popular e na filosofia chinesa. A religião popular chinesa por vezes é vista como parte constituinte da religião tradicional chinesa, porém, com frequência, ambas são vistas como sinônimas. Com cerca de 454 milhões de seguidores, cerca de 6,6% da população mundial, a religião tradicional chinesa é uma das principais tradições religiosas do mundo. A República Popular da China atual, mais de 30% dos habitantes seguem ou o shenismo ou o taoismo.
Apesar de ter sido reprimida com força durante os últimos dois séculos da história da China, desde o Movimento Taiping até a Revolução Cultural, a religião popular chinesa vem passando por um período de renascimento nos dias de hoje, tanto na China continental quanto em Taiwan. Diversas de suas manifestações, como o mazuismo, do sul da China (oficialmente, 160 milhões de chineses são mazuistas), o culto de Huangdi, o culto ao dragão negro em Shaanxi, e o culto de Caishen, recebem apoio do governo chinês.

## Síntese

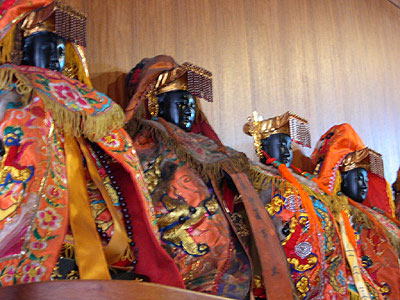
Estátuas vestidas de Mazu/Matsu, deusa chinesa do mar.

O professor W. E. Soothil fez uma síntese da religião popular chinesa, que era a religião oficial da China até ao fim da monarquia chinesa (1911):
| “ | Qual é, ou qual era a religião oficial? Seu centro era o culto de Shang Ti (ou Tian), o ser supremo, o coordenador universal. Na circunferência, situava-se o culto e o império dos demónios. Entre o centro e a circunferência, ficavam, em círculos concêntricos, as diversas divindades, os sábios, os antepassados e os homens deificados. O acto supremo do culto nacional era o sacrifício imperial a Shang Ti. Só o Imperador, o grão sacerdote do mundo, o filho do Céu, podia oferecer esse sacrifício que remontava à maior antiguidade, e que permaneceu até à queda do Império. | ” |

O católico chinês John Wu Ching Hsiung, citando e desenvolvendo esta síntese, explicou que esta religião popular não permite os chineses de prestarem directamente culto a Shang Ti, o Deus supremo chinês, porque os próprios crentes achavam-se demasiado pequenos e humildes diante de Shang Ti. Só o Imperador podia prestar culto a Shang Ti, que é demasiado grande, desconhecido e distante dos homens. Por isso, os crentes comuns prestavam culto e homenagem aos antepassados, às divindades menores e aos homens deificados (como Confúcio, Lao Zi e Buda), para que estes possam ajudá-los na sua vida quotidiana e transmitir a sua mensagem e fervor religioso a Shang Ti. Eles encaravam as suas inúmeras divindades como seres superiores encarregados por Shang Ti de velar e cuidá-los. No fundo, com todas estas estratificações, os crentes chineses acreditavam que o reino do Céu era uma sociedade feudal, tal e qual como a sociedade humana que eles pertenciam até à queda da monarquia.

## Deuses e deusas
- Guan Yu (關羽), o Deus-Supremo
- Fu Shen (福神)
- Hu Ye (虎爺)
- Jiu Wang Ye (九皇爺), o 9o imperador divino
- Mazu (媽祖)
- Qiye (七爺) e Baye (八爺)
- Shangdi Shangdi (上帝) (lit. Supremo Imperador)
- Cheng Huang (城隍)
- Sun Wukong (孫悟空)
- Tu Di Gong (土地公)
- Wenchangdi (文昌帝)
- Xi Wangmu (西王母)
- Yuexia Laoren (月下老人)
- Zao Shen (灶君|灶神)
- Zhusheng Niangniang (註生娘娘)